# UCI Road Women World Cup 2012
De UCI Road Women World Cup 2012, ook bekend als de Wereldbeker wielrennen voor vrouwen 2012, was de vijftiende editie van deze internationale wielerwedstrijdcyclus voor vrouwen, die werd georganiseerd door de internationale wielerfederatie UCI. De competitie bestond ditmaal uit acht (in plaats van negen) wedstrijden, en begon op 10 maart met de wereldbekerwedstrijd Ronde van Drenthe in Nederland. 

## Puntentelling
De nummers één tot en met twintig behaalden punten voor het wereldbekerklassement. 
- 1e plaats - 75 pnt
- 2e plaats - 50 pnt
- 3e plaats - 35 pnt
- 4e plaats - 30 pnt
- 5e plaats - 27 pnt

- 6e plaats - 24 pnt
- 7e plaats - 21 pnt
- 8e plaats - 18 pnt
- 9e plaats - 15 pnt
- 10e plaats - 11 pnt

- 11e plaats - 10 pnt
- 12e plaats - 9 pnt
- 13e plaats - 8 pnt
- 14e plaats - 7 pnt
- 15e plaats - 6 pnt

- 16e plaats - 5 pnt
- 17e plaats - 4 pnt
- 18e plaats - 3 pnt
- 19e plaats - 2 pnt
- 20e plaats - 1 pnt

## Overzicht
| №  | Datum | Wedstrijd                                | Locatie            | Winnares                   |
| -- | ----- | ---------------------------------------- | ------------------ | -------------------------- |
| #1 | 10/03 | Ronde van Drenthe                        | Drenthe, Nederland | Marianne Vos               |
| #2 | 25/03 | Trofeo Alfredo Binda-Comune di Cittiglio | Cittiglio, Italië  | Marianne Vos               |
| #3 | 01/04 | Ronde van Vlaanderen                     | Meerbeke, België   | Judith Arndt               |
| #4 | 18/04 | Waalse Pijl                              | Hoei, België       | Evelyn Stevens             |
| #5 | 13/08 | Ronde van Chongming                      | Chongming, China   | Shelley Olds               |
| #6 | 17/08 | Open de Suède Vårgårda (ploegentijdrit)  | Vårgårda, Zweden   | Team Specialized-lululemon |
| #7 | 19/08 | Open de Suède Vårgårda                   | Vårgårda, Zweden   | Iris Slappendel            |
| #8 | 25/08 | GP Ouest France-Plouay                   | Plouay, Frankrijk  | Marianne Vos               |

## Eindklassement
| №  | Naam             | Punten | Punten | Punten | Punten | Punten | Punten | Punten | Punten | Totaal |
| №  | Naam             | #1     | #2     | #3     | #4     | #5     | #6     | #7     | #8     | Totaal |
| -- | ---------------- | ------ | ------ | ------ | ------ | ------ | ------ | ------ | ------ | ------ |
|    | Marianne Vos     | 75     | 75     | -      | 50     | -      | 25     | 35     | 75     | 335    |
|    | Judith Arndt     | 10     | 30     | 75     | 24     | 0      | 30     | 7      | 11     | 187    |
|    | Evelyn Stevens   | -      | 0      | 0      | 75     | -      | 35     | 15     | 27     | 152    |
| 4  | Trixi Worrack    | 27     | 35     | 0      | 0      | -      | 35     | 27     | 18     | 142    |
| 5  | Shelley Olds     | -      | 0      | 0      | -      | 75     | 20     | 30     | 0      | 125    |
| 6  | Emma Johansson   | 35     | 27     | 9      | 15     | -      | -      | 24     | 0      | 110    |
| 7  | Iris Slappendel  | 0      | -      | -      | -      | -      | 25     | 75     | 9      | 109    |
| 8  | Kirsten Wild     | 50     | -      | 30     | -      | -      | 20     | 8      | -      | 108    |
| 9  | Tiffany Cromwell | 7      | 2      | 6      | 4      | -      | -      | 21     | 50     | 89     |
| 10 | Linda Villumsen  | -      | -      | -      | 35     | -      | 30     | 11     | -      | 76     |